# 越生自動車大学校
越生自動車大学校（おごせじどうしゃだいがっこう）は、埼玉県にある、自動車に関する専修学校。設置者は学校法人一川学園
越生工業技術専門学校から、2009年4月校名を変更した。

## 所在地
- 埼玉県入間郡越生町上野東1-3-2

## 設置学科
- 二級自動車整備科（2年・男女・100名）　二級コース／－級コース（4年）
- 情報システム科　（2年・男女・40名）　情報工学コース／ビジネスコース
- 一級自動車整備科（2年・男女・10名）は、二級ガソリン・二級ディーゼル自動車整備士の資格取得者及び見込者が対象である。

## 系列校
- 清和学園高等学校